# Жалпаккум
Жалпаккум (каз. Жалпаққұм, до 2008 г. — Комсомол) — село в Жетысайском районе Туркестанской области Казахстана. Входит в состав Кызылкумского сельского округа. Код КАТО — 514471580.

## Население
В 1999 году население села составляло 291 человек (158 мужчин и 133 женщины). По данным переписи 2009 года, в селе проживало 365 человек (179 мужчин и 186 женщин).